# Banavil
Banavil är en ort i Mexiko.   Den ligger i kommunen Tenejapa och delstaten Chiapas, i den sydöstra delen av landet, 800 km öster om huvudstaden Mexico City. Banavil ligger 2 419 meter över havet och antalet invånare är 181.
Terrängen runt Banavil är kuperad. Runt Banavil är det ganska tätbefolkat, med 155 invånare per kvadratkilometer. Närmaste större samhälle är San Cristóbal de las Casas, 14,7 km väster om Banavil. I omgivningarna runt Banavil växer i huvudsak städsegrön lövskog.